# Heteroconis planifrontalis
Heteroconis planifrontalis är en insektsart som beskrevs av Meinander 1969. Heteroconis planifrontalis ingår i släktet Heteroconis och familjen vaxsländor. Inga underarter finns listade i Catalogue of Life.